# Stephanopis maulliniana
Stephanopis maulliniana là một loài nhện trong họ Thomisidae.
Loài này thuộc chi Stephanopis. Stephanopis maulliniana được Cândido Firmino de Mello-Leitão miêu tả năm 1951.